# Atletismo nos Jogos Pan-Americanos de 1963 - Salto com vara masculino
A prova do salto com vara masculino nos Jogos Pan-Americanos de 1963 foi realizada em São Paulo, Brasil.

## Medalhistas
| Ouro                         | Prata                              | Bronze                    |
| Dave Tork USA Estados Unidos | Henry Wadsworth USA Estados Unidos | Rubén Cruz PUR Porto Rico |

## Resultados
| Posição           | Nome              | Nacionalidade      | Marca | Notas |
| ----------------- | ----------------- | ------------------ | ----- | ----- |
| Medalha de ouro   | Dave Tork         | USA Estados Unidos | 4.90  |       |
| Medalha de prata  | Henry Wadsworth   | USA Estados Unidos | 4.75  |       |
| Medalha de bronze | Rubén Cruz        | PUR Porto Rico     | 4.30  |       |
| 4                 | Ayrton Turini     | BRA Brasil         | 3.80  |       |
| 5                 | Jessemon Siqueira | BRA Brasil         | 3.80  |       |